# Ceratomyxa renalis
Ceratomyxa renalis is een microscopische parasiet uit de familie Ceratomyxidae. Ceratomyxa renalis werd in 1960 beschreven door Meglitsch. 